# Affengesichtflughunde
Affengesichtflughunde (Pteralopex) sind eine Gattung der Flughunde aus der Gattungsgruppe Pteralopini mit fünf Arten, die auf den Salomonen vorkommen.
Es werden folgende Arten unterschieden:
- Der Bougainville-Affengesichtflughund (Pteralopex anceps) lebt auf Bougainville, auf Choiseul und möglicherweise auf Santa Isabel.
- Der Guadalcanal-Affengesichtflughund (Pteralopex atrata) kommt auf Guadalcanal und auf New Georgia vor.
- Der Flannery-Affengesichtflughund (Pteralopex flanneryi) wurde auf Bougainville, Buka, Choiseul und Santa Isabel registriert.
- Der Berg-Affengesichtflughund (Pteralopex pulchra) hält sich in Gebirgen auf Guadalcanal auf.
- Der New-Georgia-Affengesichtflughund (Pteralopex taki) lebt auf New Georgia und auf Vangunu.

Bis 2005 wurde der Fidschi-Flughund (Mirimiri acrodonta) in der Gattung Pteralopex gelistet.
Diese Flughunde erreichen eine Kopf-Rumpf-Länge von 16,0 bis 27,5 cm und besitzen keinen Schwanz. Die Unterarmlänge beträgt 11 bis 17 cm und das Gewicht variiert zwischen 241 und 506 g. Das dicke, wollige Fell hat überwiegend eine braune bis schwarze Farbe. Abweichend ist beim Berg-Affengesichtflughund die Unterseite gelb. Im Gegensatz zur Gattung Pteropus kommen bei den Affengesichtflughunden Zähne mit Höckern vor.
Die Beschreibung der Lebensweise beruht teilweise auf Beobachtungen bei Mirimiri acrodonta. Es wird jedoch angenommen, dass sich die Affengesichtflughunde ähnlich verhalten. Die Tiere schlafen einzeln, paarweise oder in kleinen Gruppen mit bis zu zehn Mitgliedern in Baumhöhlen, auf dem Baumstamm oder in Farnen, die auf Bäumen angesiedelt sind. Der Ruheplatz liegt meist 6 bis 10 Meter über dem Grund. Als Nahrung dienen Feigen, Pollen, Kokosnüsse und andere Früchte, die oft in Plantagen gefunden werden. Vermutlich erfolgt die Geburt der Jungtiere zwischen April und Juni. Im Juli konnte ein säugendes Weibchen beobachtet werden.
Alle Arten sind durch Waldrodungen im Bestand bedroht. Die Weltnaturschutzunion (IUCN) listet Pteralopex flanneryi sowie Pteralopex pulchra als vom Aussterben bedroht (Critically Endangered) und die anderen Arten als stark gefährdet (Endangered).